# Alejandro Vásquez
Alejandro Gonzalo Vásquez Aguilera (Santiago del Cile, 5 luglio 1984) è un ex calciatore cileno, di ruolo centrocampista.

## Caratteristiche tecniche
Era un centrocampista.